# Baisakhi

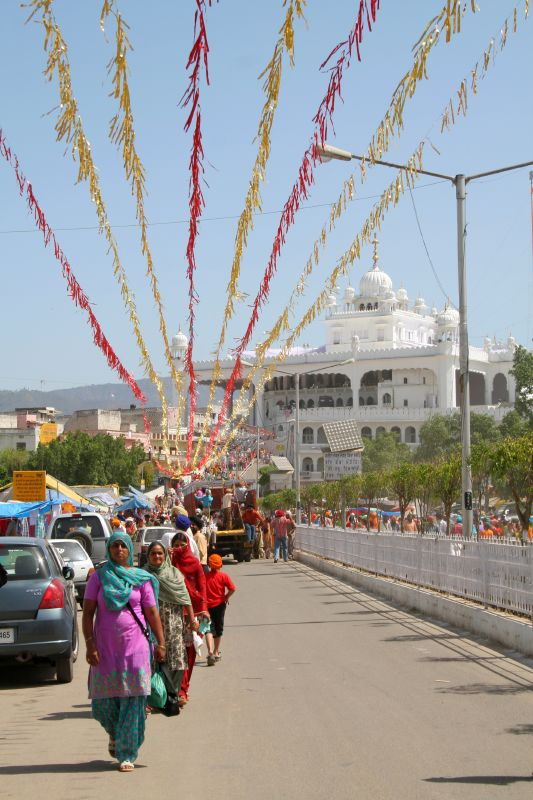
Baisakhi à Anandpur, le lieu de fondation de l'ordre du Khalsa.

Baisakhi (en pendjabi : ਵਿਸਾਖੀ (visākhī) ou بساکھی, en hindoustani : बैसाखी (baisākhī) ou بیساکھی) souvent aussi appelé Vaisakhi, ou encore Vaishakhi ou Vasakhi, correspond au festival de la moisson surnommé dalls chez les sikhs. Ce jour, l'un des plus célébrés de l'année, éponyme du mois dans lequel il se trouve, tombe généralement le 13 avril dans le calendrier grégorien, mais peut parfois être célébré le 14 avril.  
Baisakhi constitue également le jour du nouvel an dans la plupart des calendriers observés en Inde du Nord (calendriers dit Vikrama), au Népal et au Bangladesh, et ainsi célébré pour cette raison.

## Histoire et fonction
En 1699, Guru Gobind Singh a mis en place l'ordre du Khalsa en célébrant ce jour les premiers baptêmes sikhs, l'Amrit Sanskar. Depuis, cette date est également associée à d'autres événements chez les sikhs, en mémoire de cet événement. À Amritsar une grande célébration a lieu tous les ans, à laquelle participent de nombreuses personnes venues de tout le Pendjab et même au-delà. Il est de tradition de commencer les récoltes après ce festival.
Les élections pour le Gurdwara peuvent être organisées à l'occasion de Baisakhi, tout comme des cérémonies d'initiation comme l'Amrit Sanskar. Des Akhand Paths, lectures ininterrompues du Guru Granth Sahib, le livre saint des Sikhs ainsi que des prières comme l'Ardas sont célébrées dans les temples pour marquer l'événement.
Aujourd'hui, il est courant pour les Sikhs de se rendre tôt le matin au temple le jour de Baisakh, avec des fleurs et des offrandes.